# Бернетт, Алан
А́лан Бернетт (англ. Alan Burnett) — шотландский бывший профессиональный снукерист. Не является родственником другого шотландского игрока, Джейми Бернетта.

## Карьера
Алан Бернетт в своё время был одним из самых перспективных молодых снукеристов. Он выиграл множество любительских соревнований, среди которых были победы на чемпионате мира среди игроков до 21 года (1995), где в финале он обыграл Квана Пумдженга и чемпионате Шотландии (1996), где он обыграл своего однофамильца Джейми Бернетта. В 1995 году Бернетт, получив приглашение на домашний профессиональный турнир Scottish Masters, обыграл Энди Хикса и Нила Фудса. Несмотря на всё это, лучшими достижениями Бернетта в его непродолжительной профессиональной карьере стали выходы в 1/16 финала Гран-при 1998, а также в 1/32 Welsh Open 1999 и International Open 1997. На нерейтинговом Benson & Hedges Championship в 1997 году он дошёл до полуфинала.
После сезона 2000/01, в котором Бернетт не показал значительных результатов, он выбыл в челлендж-тур и после этого не играл мэйн-туре.